# Szamszuilúna
Szamszuiluna (1792-1712) Babilónia királya, Hammurapi közvetlen utóda.

## Uralkodása
Szamszuilúna az uralkodói képességek hiányát azzal akarta helyettesíteni, hogy adóelengedésekkel kívánta alattvalói jóindulatát biztosítani. A dinasztia addig fékentartott ellenségei azonban viselkedését gyengeségnek vélték és sorra lázadtak fel ellene; Szamszuilúna csak a legnagyobb erőfeszítések árán tudta birodalmát fenntartani.
A belső nehézségek mellett külső zavarok is jelentkeztek. Az indogermán népvándorlás hatása alatt az észak-keleti hegységek lakói, a kassuk – ez indogermán hatás alá került kaukázusi nép – rátörtek a kultúrterületre s rengeteg véráldozatba került, míg a támadást Babilónia vissza tudta szorítani. Az általános zavarban Közép-Mezopotámia is elveszett, sőt magában a szoros értelemben vett Babilóniában is sikerült egy Ili-ma-ilu  nevű fejedelemnek a Perzsa-öböl mentén levő mocsaras „Tengerföld”-ön megvetnie a lábát s eredményesen ellenállnia Szamszuilúnának.